# Паскаль, Пьер
Пье́р Паска́ль (фр. Pierre Pascal, в российских источниках упоминается как Пётр Ка́рлович Паска́ль; 22 июля 1890, Иссуар — 1 июля 1983, Париж, Франция) — французский филолог-славист, преподаватель, историк, переводчик. Создатель школы славистов-русистов во Франции.

## Биография
Родился в семье профессора греческого и латинского языков Карла Паскаля. Во время учёбы в парижском лицее Пьер открыл для себя русский язык и когда курс языка в лицее был упразднен он продолжил занятия русским языком с помощью пожилой революционерки-эмигрантки Вяльцевой. Хорошее знание русского языка помогло ему поступить в престижное учебное заведение — «Эколь Нормаль Сюперьер». Впервые он побывал в России в 1911 году, — в это время он готовил кандидатское сочинение «Жозеф де Местр и Россия».
Участвовал в мировой войне. После двух ранений на фронте 1916 году он был послан во Французскую военную миссию в России — при могилевской Ставке, затем стал работать в шифровальном бюро французского посольства. На почве любви к русскому крестьянству, ученик лазариста аббата Фернана Порталя, увидел в октябрьской революции 1917 года путь к осуществлению религиозных обетований и чаяний народа. При отзыве военной миссии 1918 году он отказался вернуться на родину и остался в СССР, жил в Москве вплоть до 1933 года. Вступил в коммунистическую партию. Сблизился с большевиками, участвовал в создании французской коммунистической ячейки. Жил в доме в Денежном переулке вместе с Марселем Води (простым солдатом), Жаком Садулем (капитаном) и Робером Пети, по прозвищу Боб. Работал в Наркомате иностранных дел, некоторое время был секретарём наркома Г. В. Чичерина. Вместе с Чичериным приезжал на конференции в Генуе и Рапалло.
Любопытный портрет Паскаля этого периода составил писатель Евгений Лундберг:

Паскаль, француз, дипломат, приват-доцент Лионского университета… Говорит по-русски, превосходно знает русскую литературу, наивно-печален, как это бывает у хороших французов. Был членом французской военной миссии. Теперь большевик, хотя и правоверный католик. У Паскаля — страсть к централизации, создаваемой на почве духовных отличий. Во главе — орден, каста, церковь. Паскаль находит эти черты в новой российской государственности, говорит о «католическом начале» в советской власти
— Лундберг Е. Записки писателя. — Берлин, 1922. — С. 184—185.
Работал в Институте Маркса и Энгельса. Увлёкся старообрядческим протопопом Аввакумом, которого в то время представляли как исторического предшественника большевиков. Паскаль не только досконально изучил доступные ему письменные источники по расколу, но и объездил «по следам Аввакума» раскольнические скиты Заволжья.
В 1919 году присутствовал на Первом (учредительном) конгрессе Коминтерна. Выступал по советскому радио с обращениями на французском языке, которые писал сам или под диктовку Чичерина. Писал просоветские статьи для крайне левой французской прессы. В 1921 году женился на Женни Русаковой (Иоселевич), дочери еврейского эмигранта из Ростова, сестре композитора Поля Марселя.
Разочаровавшись в НЭПе, осознав крах большевистской утопии, увидев репрессии новой власти, исключение из партии и изгнание с поста директора института Д. Б. Рязанова-Гольдендаха, он пересмотрел своё отношение к большевизму. В 1934 году Паскаль вернулся во Францию, где начал преподавать русский язык и литературу в Лилльском университете (1936—1937); затем — в Школе восточных языков в Париже (1937—1950). В 1939 году на славянском отделении в Сорбонне защитил докторскую диссертацию о протопопе Аввакуме: «Avvakum et les débuts du Raskol» («Аввакум и начало раскола») и стал заведовать кафедрой русского языка. Выступал с докладами в Религиозно-философской академии, в Обществе друзей русской книги и др.
П. Паскаль — член Совета Сорбонны по защите докторских диссертаций, почётный профессор Сорбонны. Входил в аттестационные комиссии в Русской гимназии в Париже, в Русском высшем техническом институте. В 1950—1960 годах преподавал на славянском факультете Парижского университета. С 1964 года — член Комитета в защиту гонимой русской церкви.
Автор ряда трудов по истории русской церкви, о пугачёвском бунте; переводчик на французский язык произведений Л. Н. Толстого, В. Г. Короленко, А. Н. Островского, Ф. М. Достоевского. В 1975 году, в Женеве был напечатан «Mon journal de Russie» («Мой русский дневник. Во французской военной миссии в 1916—1918 гг.»).
Умер в Париже; похоронен на кладбище в Нёйи-сюр-Сен. Награждён орденом Почётного легиона.

## Сочинения
- En Russie rouge, Librairie de l’Humanité, 1921.
- Avvakum et les débuts du Raskol: La crise religieuse au XVIIe siècle en Russie, 1938.
- Histoire de la Russie des origines à 1917, PUF, 1946.
- Dostoïevski et Dieu, Desclée de Brouwer, 1969.
- La Religion du peuple russe, L'Âge d’Homme, 1969—1973.
- Civilisation paysanne en Russie, L'Âge d’Homme, 1969.
- La Révolte de Pougatchëv, Gallimard, 1973.
- Mon journal de Russie, Éditions L'Âge d’Homme, 1975—1977 (4 volumes : I 1916—1918, II En communisme, III Mon État d'âme, IV Russie 1927).

### Русские переводы
- Пугачевский бунт Архивная копия от 4 марта 2012 на Wayback Machine
- Протопоп Аввакум и начало раскола / Перевод с фр. С. С. Толстого; предисл. Е. М. Юхименко. — М.: Знак, 2010. — 680 с.